# Liubov Manucharovna Kemularia-Nathadze
Liubov Manucharovna Kemularia-Nathadze (o Natadze) (transliterado del cirílico ruso Любовь Manucharovna Кемулария-Натадзе) (1891-1985) fue un botánico georgiano.

## Algunas publicaciones
- 1966. Ranales from the Caucasus and their Taxonomy [en ruso]. Tbilisi, p. 37
- Gagnidze, ri; lm Kemularia-Nathadze. 1985. Botanicheskai͡a︡ geografii͡a︡ i flora Racha-Lechkhumi [en georgiano]. Ed. Zapadnai͡a︡ Gruzii͡a︡. 147 pp.

### Epónimos
- (Amaryllidaceae) Galanthus kemulariae S.Kuthath.[1]
- (Asteraceae) Centaurea kemulariae (Kharadze) Czerep.[2]
- (Campanulaceae) Campanula kemulariae Fomin[3]
- (Dryopteridaceae) Dryopteris kemulariae Mikheladze[4]
- (Euphorbiaceae) Euphorbia kemulariae Ter-Chatsch.[5]
- (Geraniaceae) Geranium kemulariae Kharadze[6]
- (Fabaceae) Onobrychis kemulariae Chinth.[7]
- (Polygalaceae) Polygala kemulariae Tamamsch.[8]
- (Rosaceae) Potentilla kemulariae Kapell. & A.Kuthath.[9]
- (Rubiaceae) Asperula kemulariae Manden.[10]
- (Scrophulariaceae) Euphrasia kemulariae Juz.[11]
- (Scrophulariaceae) Veronica kemulariae A.Kuthath.[12]